# Temporada 2023 de la Copa Truck
La temporada 2023 de la Copa Truck es la 7ª temporada del Campeonato Brasileño de Copa Truck de la historia. La serie es administrada a nivel nacional por la Confederación Brasileña de Automovilismo (CBA). Wellington Cirino logró su primer título con ASG Motorsport, que fue la escudería campeona.
El origen de la categoría se produjo después de que nueve equipos abandonaran la Fórmula Truck por desacuerdos con la problemática gestión de Neusa Navarro Félix; estos equipos se unieron en una asociación creando la categoría que vino a reemplazar a Fórmula Truck. La nueva categoría reúne a equipos y pilotos de la antigua categoría.
En noviembre de 2017, fue homologado por la Confederación Brasileña de Automovilismo (CBA) y reconocido como campeonato oficial. Carlos Col, exjefe del Stock Car, es su promotor.
Copa Truck fue lanzada oficialmente el 27 de abril de 2017 en São Paulo. En la primera temporada, el campeonato se dividió en tres copas regionales: Centro-Oeste, Noreste y Sudeste. La primera etapa tuvo lugar el 28 de mayo, en Goiânia, con 17 camiones en parrilla.
La asociación está compuesta por los siguientes equipos: RM Competições, AJ5 Sports, DF Motorsport, RVR Motorsports, Dakar Motors, Fábio Fogaça Motorsports, Lucar Motorsports y Clay Truck Racing.

## Equipos y Pilotos
Todos los pilotos son brasileños excepto uno.
| Equipo              | Constructor   | Neumático | No. | Piloto                | Etapas  |
| ------------------- | ------------- | --------- | --- | --------------------- | ------- |
| ASG Motorsport      | Mercedes-Benz | G         | 3   | Bia Figueiredo        | Todas   |
| ASG Motorsport      | Mercedes-Benz | G         | 15  | Roberval Andrade      | Todas   |
| ASG Motorsport      | Mercedes-Benz | G         | 22  | Caio Castro           | Todas   |
| ASG Motorsport      | Mercedes-Benz | G         | 25  | Jaidson Zini          | Todas   |
| ASG Motorsport      | Mercedes-Benz | G         | 29  | Raphael Abbate        | Todas   |
| ASG Motorsport      | Mercedes-Benz | G         | 45  | Daniel Keleman        | Todas   |
| ASG Motorsport      | Mercedes-Benz | G         | 99  | Luiz Lopes            | Todas   |
| AJ5 ECO Sports      | Mercedes-Benz | G         | 5   | Adalberto Jardim      | Todas   |
| Tiger Team          | Mercedes-Benz | G         | 10  | Felipe Lapenna        | 1       |
| Tiger Team          | Mercedes-Benz | G         | 23  | Victor Franzoni       | Todas   |
| Tiger Team          | Mercedes-Benz | G         | 43  | Glauco Barros         | TBA     |
| Tiger Team          | Mercedes-Benz | G         | 65  | Felipe Gama           | 2       |
| Tiger Team          | Mercedes-Benz | G         | 69  | Evandro Camargo       | Todas   |
| FF Motorsport       | Mercedes-Benz | G         | 27  | Fábio Fogaça          | Todas   |
| FF Motorsport       | Mercedes-Benz | G         | 72  | Djalma Fogaça         | Todas   |
| PP Motorsport       | Mercedes-Benz | G         | 29  | Pedro Paulo Fernandes | 1-6 e 9 |
| PP Motorsport       | Mercedes-Benz | G         | 03  | Ricardo Alvarez       | Todas   |
| PP Motorsport       | Mercedes-Benz | G         | 12  | Juca Bala             | 3-4     |
| PJ Team             | Mercedes-Benz | G         | 71  | Pê Jota               | TBA     |
| R9 Competições      | Volkswagen    | G         | 4   | Felipe Giaffone       | Todas   |
| R9 Competições      | Volkswagen    | G         | 7   | Débora Rodrigues      | Todas   |
| R9 Competições      | Volkswagen    | G         | 17  | Thiago Rizzo          | Todas   |
| R9 Competições      | Volkswagen    | G         | 77  | André Marques         | Todas   |
| R9 Competições      | Volkswagen    | G         | 88  | Beto Monteiro         | Todas   |
| R9 Competições      | Volkswagen    | G         | 00  | Danilo Alamini        | Todas   |
| Odapel/R9 Racing    | Volkswagen    | G         | 55  | Paulo Salustiano      | Todas   |
| Odapel/R9 Racing    | Volkswagen    | G         | 81  | José Augusto Dias     | Todas   |
| Usual Racing        | Iveco         | G         | 6   | Wellington Cirino     | Todas   |
| Usual Racing        | Iveco         | G         | 21  | Djalma Pivetta        | Todas   |
| Usual Racing        | Iveco         | G         | 28  | Danilo Dirani         | Todas   |
| Dakar Motorsport    | Iveco         | G         | 57  | Felipe Tozzo          | Todas   |
| Vannucci Racing     | Volvo         | G         | 33  | Rodrigo Taborda       | Todas   |
| Vannucci Racing     | Volvo         | G         | 73  | Leandro Totti         | Todas   |
| Boessio Competições | Volvo         | G         | 39  | Hiro Yano             | 2       |
| Boessio Competições | Volvo         | G         | 83  | Régis Boessio         | TBA     |
| Eletric Truck       | Scania        | G         | 70  | Kléber Eletric        | Todas   |

### Cambios en las escuderías
- El campeón defensor Wellington Cirino cambió el Mercedes de ASG por el Iveco de Usual Racing.[15]
- Danilo Dirani cambió el PP Motorsport por el Iveco de Usual Racing.[16]
- Felipe Giaffone, primer campeón en la historia de Copa Truck, retomó su antiguo matrimonio con R9 Volkswagen para el desarrollo del primer camión con propulsión eléctrica en la parrilla, luego de cuatro temporadas representando a Usual Racing con Iveco.[17]
- El regreso permanente a la grilla de Copa Truck es Leandro Totti. “Marvado”, quien el año pasado ejerció como jefe de equipo, vuelve a la primera línea junto a Rodrigo Taborda en el nuevo Vannucci Racing, que competirá con dos camiones Volvo, sumando cinco marcas en parrilla junto a Mercedes-Benz, Volkswagen, Iveco y Scania.[18]
- Otras novedades son los debuts, que prometen hacer tanto ruido como los grandes nombres de la categoría: Bia Figueiredo[19] y Caio Castro[20] se suman a Roberval Andrade, Jaidson Zini, Raphael Abbate, Daniel Kelemen y Luiz Lopes en ASG Mercedes, y Victor Franzoni se suma a Tiger Team y Ricardo Alvarez figurando como reemplazo de Dirani en el PP.[21]
- Otro nombre relevante, Felipe Lapenna, quien ganó la carrera de Stock Car el año pasado, competirá en la primera etapa por el Tiger Team, reemplazando al discapacitado Glauco Barros, y su presencia en la secuencia del campeonato está cerca de concretarse. Para completar, Pe Jota correrá ahora con estructura propia -además de Kleber Eletric y Adalberto Jardim-, mientras que su exequipo, el FF, seguirá con Fabinho y Djalma Fogaça (recuperado del accidente en la etapa final de 2022).[22]

## Calendario

### Etapas
| Ronda | Fecha           | Gran Premio                        | Circuito                              | Ciudad        | Horário | Info   |
| ----- | --------------- | ---------------------------------- | ------------------------------------- | ------------- | ------- | ------ |
| 1     | 19 de marzo     | Grande Prêmio de Goiânia           | Autódromo Ayrton Senna                | Goiânia, GO   | 11h10   | [ 24 ] |
| 2     | 30 de abril     | Grande Prêmio de São Paulo         | Autódromo Internacional de Interlagos | São Paulo, SP | 13h10   | [ 25 ] |
| 3     | 3 de junio      | Grande Prêmio de Londrina          | Autódromo Internacional de Londrina   | Londrina, PR  | 14h50   | [ 26 ] |
| 4     | 4 de junio      | Grande Prêmio do Paraná            | Autódromo Internacional de Londrina   | Londrina, PR  | 12h35   | [ 27 ] |
| 5     | 2 de julio      | Grande Prêmio de Cascavel          | Autódromo Zilmar Beux                 | Cascavel, PR  | 12h40   | [ 28 ] |
| 6     | 30 de julio     | Grande Prêmio de Goiás             | Autódromo Ayrton Senna                | Goiânia, GO   | 12h40   | [ 29 ] |
| 7     | 14 de octubre   | Grande Prêmio do Rio Grande do Sul | Autódromo de Tarumã                   | Viamão, RS    | 13h10   | [ 30 ] |
| 8     | 15 de octubre   | Grande Prêmio de Tarumã            | Autódromo de Tarumã                   | Viamão, RS    | 12h00   | [ 31 ] |
| 9     | 10 de diciembre | Grande Prêmio de Interlagos        | Autódromo Internacional de Interlagos | São Paulo, SP | 12h00   | [ 32 ] |

### Resultados
| Ronda | Circuito                           | Fecha           | Pole Position   | Vuelta rápida     | Piloto ganador   | Equipo ganador | Constructor   | Ref.   |
| ----- | ---------------------------------- | --------------- | --------------- | ----------------- | ---------------- | -------------- | ------------- | ------ |
| 1     | Grande Prêmio de Goiânia           | 19 de marzo     | Felipe Giaffone | André Marques     | Felipe Giaffone  | R9 Competições | Volkswagen    | [ 35 ] |
| 1     | Grande Prêmio de Goiânia           | 19 de marzo     | Sin disputa     | Jaidson Zini      | Jaidson Zini     | ASG Motorsport | Mercedes-Benz | [ 37 ] |
| 2     | Grande Prêmio de São Paulo         | 30 de abril     | Raphael Abbate  | Beto Monteiro     | Beto Monteiro    | R9 Competições | Volkswagen    | [ 40 ] |
| 2     | Grande Prêmio de São Paulo         | 30 de abril     | Sin disputa     | André Marques     | Jaidson Zini     | ASG Motorsport | Mercedes-Benz | [ 42 ] |
| 3     | Grande Prêmio de Londrina          | 3 de junio      | André Marques   | Beto Monteiro     | André Marques    | R9 Competições | Volkswagen    | [ 43 ] |
| 3     | Grande Prêmio de Londrina          | 3 de junio      | Sin disputa     | Roberval Andrade  | Roberval Andrade | ASG Motorsport | Mercedes-Benz | [ 44 ] |
| 4     | Grande Prêmio do Paraná            | 4 de junio      | Beto Monteiro   | Beto Monteiro     | Beto Monteiro    | R9 Competições | Volkswagen    | [ 45 ] |
| 4     | Grande Prêmio do Paraná            | 4 de junio      | Sin disputa     | Roberval Andrade  | Roberval Andrade | ASG Motorsport | Mercedes-Benz | [ 46 ] |
| 5     | Grande Prêmio de Cascavel          | 2 de julio      | Victor Franzoni | Victor Franzoni   | Roberval Andrade | ASG Motorsport | Mercedes-Benz | [ 47 ] |
| 5     | Grande Prêmio de Cascavel          | 2 de julio      | Sin disputa     | Roberval Andrade  | Roberval Andrade | ASG Motorsport | Mercedes-Benz | [ 48 ] |
| 6     | Grande Prêmio de Goiás             | 29 de julio     | Danilo Dirani   | Danilo Dirani     | Roberval Andrade | ASG Motorsport | Mercedes-Benz | [ 49 ] |
| 6     | Grande Prêmio de Goiás             | 29 de julio     | Sin disputa     | Felipe Giaffone   | Felipe Giaffone  | R9 Competições | Volkswagen    | [ 50 ] |
| 7     | Grande Prêmio do Rio Grande do Sul | 14 de octubre   | Felipe Giaffone | André Marques     | Felipe Giaffone  | R9 Competições | Volkswagen    | [ 51 ] |
| 7     | Grande Prêmio do Rio Grande do Sul | 14 de octubre   | Sin disputa     | Wellington Cirino | Raphael Abbate   | ASG Motorsport | Mercedes-Benz | [ 52 ] |
| 8     | Grande Prêmio de Tarumã            | 15 de octubre   | Felipe Giaffone | Felipe Giaffone   | Felipe Giaffone  | R9 Competições | Volkswagen    | [ 53 ] |
| 8     | Grande Prêmio de Tarumã            | 15 de octubre   | Sin disputa     | Roberval Andrade  | Roberval Andrade | ASG Motorsport | Mercedes-Benz | [ 54 ] |
| 9     | Grande Prêmio de Interlagos        | 10 de diciembre | André Marques   | André Marques     | Felipe Giaffone  | R9 Competições | Volkswagen    | [ 55 ] |
| 9     | Grande Prêmio de Interlagos        | 10 de diciembre | Sin disputa     | Beto Monteiro     | Beto Monteiro    | R9 Competições | Volkswagen    | [ 56 ] |

## Calificación general

### Categoría Pro
| Pos | Piloto                | GNA | GNA | SPO | SPO | LON | LON | PAR | PAR | CAS | CAS | GOI | GOI | RGS | RGS | TAR | TAR | INT | INT | Pts |
| Pos | Piloto                | RD1 | RD2 | RD1 | RD2 | RD1 | RD2 | RD1 | RD2 | RD1 | RD2 | RD1 | RD2 | RD1 | RD2 | RD1 | RD2 | RD1 | RD2 | Pts |
| --- | --------------------- | --- | --- | --- | --- | --- | --- | --- | --- | --- | --- | --- | --- | --- | --- | --- | --- | --- | --- | --- |
| 1   | Felipe Giaffone       | 1   | 11  | 2   | 8   | 2   | 23  | 3   | 2   | 4   | 13  | 8   | 1   | 1   | 6   | 1   | 2   | 1   | 2   | 263 |
| 2   | Roberval Andrade      | 3   | NC  | 29  | 3   | 5   | 1   | 4   | 1   | 1   | 1   | 1   | 2   | 4   | 20  | 3   | 1   | 8   | 5   | 256 |
| 3   | Beto Monteiro         | 4   | 2   | 1   | 7   | 20  | 5   | 1   | 5   | 13  | 5   | RET | 7   | 2   | 4   | 21  | 4   | 3   | 1   | 226 |
| 4   | Raphael Abbate        | 9   | 5   | 4   | 5   | 4   | 3   | 9   | 7   | 2   | 4   | 2   | 8   | 8   | 1   | 9   | 8   | 9   | 8   | 211 |
| 5   | Paulo Salustiano      | 6   | RET | 3   | 28  | 21  | 9   | 2   | 6   | 8   | 2   | 5   | 5   | 5   | 3   | 6   | 24  | 2   | 6   | 209 |
| 6   | Jaidson Zini          | 5   | 1   | 6   | 1   | 7   | 2   | 6   | 20  | 5   | 8   | 7   | 3   | C   | C   | C   | C   | RET | NL  | 163 |
| 7   | Wellington Cirino     | DSQ | 8   | 11  | 20  | RET | 12  | 13  | 8   | 6   | 18  | 6   | 4   | 6   | 2   | 4   | 11  | 7   | 7   | 157 |
| 8   | André Marques         | 2   | 9   | 7   | 2   | 1   | 10  | 5   | 3   | 12  | 6   | RET | NL  | 3   | RET | RET | NL  | 24  | 25  | 156 |
| 9   | Victor Franzoni       | 12  | 4   | 10  | 11  | 26  | 8   | 7   | RET | RET | NL  |     |     | 7   | 5   | 2   | 5   | 5   | 3   | 148 |
| 10  | Danilo Dirani         | RET | NL  | 12  | 6   | RET | NL  | 8   | 4   | 3   | 24  | 3   | 6   | 12  | 7   | 5   | 6   | 6   | 10  | 143 |
| 11  | Luiz Lopes            | 10  | 6   | 13  | 18  | 10  | 11  | NL  | NL  | 7   | 3   | 10  | 10  | 10  | 9   | 8   | 7   | 17  | 16  | 140 |
| 12  | Danilo Alamini        | 13  | 7   | 21  | 9   | 9   | 6   | 10  | 19  | 11  | 7   | 11  | RET | 9   | 8   | RET | NC  | 18  | 9   | 128 |
| 13  | Leandro Totti         | 11  | 10  | 22  | RET | 3   | RET | RET | 23  | 26  | 11  | 9   | RET | 11  | 16  | 22  | 10  | 4   | 4   | 124 |
| 14  | Débora Rodrigues      | 8   | 3   | 8   | 4   | 8   | 4   | 22  | 9   | 9   | 9   | RET | NL  | Wth | Wth | Wth | Wth | 10  | 13  | 120 |
| 15  | Adalberto Jardim      | 7   | DSQ | 5   | 10  | 28  | RET | 24  | RET | 17  | 22  | 4   | 9   | RET | 21  | 7   | 3   | RET | 11  | 114 |
| 16  | Djalma Fogaça         | NC  | NL  | 28  | 24  | 6   | 7   | RET | NL  | 10  | 25  | RET | INF | 13  | 18  | RET | 9   | 22  | 12  | 77  |
| 17  | Felipe Tozzo          | RET | RET | 9   | 14  | 11  | 16  | 11  | 12  | RET | 23  | 12  | 16  | 14  | 14  | 13  | 17  | RET | 29  | 71  |
| 18  | Thiago Rizzo          | 15  | RET | 15  | 13  | 18  | 15  | 21  | 21  | 24  | 17  | 13  | RET | 19  | 11  | 14  | 13  | 14  | 15  | 50  |
| 19  | Evandro Camargo       | 18  | 12  | 18  | 12  | 12  | 17  | 25  | 16  | RET | NL  | 23  | RET | 17  | 22  | 12  | 15  | 11  | 14  | 40  |
| 20  | Daniel Keleman        | RET | NL  | 23  | 16  | 16  | 13  | RET | NL  | 14  | 20  | 18  | 12  | 20  | 10  | 15  | 14  | 12  | 24  | 38  |
| 21  | Bia Figueiredo        | 16  | 15  | RET | 17  | RET | NL  | 16  | 13  | 19  | 12  | 21  | 14  | 15  | 15  | 11  | 16  | 13  | 20  | 36  |
| 22  | Fábio Fogaça          | 14  | 14  | 30  | 15  | 14  | 19  | 14  | 11  | 21  | RET |     |     | RET | NL  | 17  | 12  | NC  | INF | 31  |
| 23  | José Augusto Dias     | 17  | 13  | 14  | RET | 13  | 24  | 17  | 10  | 22  | 15  | NC  | Wth | 23  | INF | DSQ | RET | 21  | 28  | 29  |
| 24  | Felipe Gama           |     |     | 20  | 21  | 24  | 18  | 20  | 17  | 20  | DSQ | 15  | 11  | 16  | 13  | 10  | 23  | 15  | 26  | 28  |
| 25  | Caio Castro           | RET | NL  | 26  | 25  | 25  | 22  | 12  | 24  | 23  | 14  | RET | NL  | 18  | 12  | 18  | 18  | 19  | 22  | 14  |
| 26  | Rodrigo Taborda       | NC  | 17  | 25  | 26  | 22  | RET | 15  | 14  | 25  | 16  | 14  | 18  | 21  | 17  | 19  | 19  | 23  | 23  | 13  |
| 27  | Pedro Paulo Fernandes | RET | 16  | 17  | 29  | 15  | 14  | 27  | 15  | 18  | NL  | 17  | 21  |     |     |     |     | RET | RET | 8   |
| 28  | Felipe Lapenna        | NC  | RET |     |     |     |     |     |     | 16  | 10  |     |     |     |     |     |     |     |     | 6   |
| 29  | Djalma Pivetta        | RET | NL  | 16  | 19  | 17  | 21  | 26  | RET | 15  | 19  | 19  | 17  | 22  | 19  | 16  | 20  | 16  | 21  | 5   |
| 30  | Sérgio Ramalho        |     |     |     |     |     |     |     |     |     |     | 25  | 13  |     |     |     |     |     |     | 3   |
| 31  | Gabriel Rodrigo       |     |     |     |     |     |     |     |     |     |     | 16  | 15  |     |     |     |     |     |     | 1   |
| 32  | Kléber Eletric        | 20  | NC  | 24  | 23  | 23  | RET | 19  | 25  | RET | 21  | DNQ | NL  | RET | NL  | RET | 22  | RET | 17  | 0   |
| 33  | Ricardo Alvarez       | 19  | 18  | 19  | 22  | 19  | 20  | 18  | 18  | RET | RET | 20  | NC  | NL  | NL  | NL  | NL  |     |     | 0   |
| 34  | Juca Bala             |     |     |     |     | RET | NL  | NL  | Wth |     |     | 24  | 19  | 24  | RET | 20  | 21  | 20  | 27  | 0   |
| 35  | Pê Jota               |     |     |     |     |     |     |     |     |     |     | 22  | 20  |     |     |     |     |     |     | 0   |
| 36  | Hiro Yano             |     |     | 27  | 27  | 27  | 25  | 23  | 22  |     |     |     |     |     |     |     |     |     |     | 0   |
| 37  | Guilherme Samaia      |     |     |     |     |     |     |     |     |     |     |     |     |     |     |     |     | DNQ | INF | 0   |
| 38  | Régis Boessio         |     |     |     |     |     |     |     |     |     |     |     |     |     |     |     |     | Wth | Wth | 0   |
| Pos | Piloto                | GNA | GNA | SPO | SPO | LON | LON | PAR | PAR | CAS | CAS | GOI | GOI | RGS | RGS | TAR | TAR | INT | INT | Pts |

| Color        | Resultado                                     |
| ------------ | --------------------------------------------- |
| Oro          | Ganador                                       |
| Plata        | 2º lugar                                      |
| Bronce       | 3º lugar                                      |
| Verde        | 4.º y 5.º lugar (top 5)                       |
| Celeste      | 6.º a 10.º lugar (top 10)                     |
| Azul         | Finalizó (afuera del top 10) (fora do Top 10) |
| Violeta      | No terminó                                    |
| Rojo         | DNQ - No se clasificó                         |
| Marrón       | Wth - Retirado                                |
| Negro        | DSQ - Descalificado                           |
| Caqui oscuro | No empezó (NL)                                |
| Caqui oscuro | Abandonó la carrera (C)                       |
| Vacío        | no participó                                  |

| Pos | Piloto                | GNA | GNA | SPO | SPO | LON | LON | PAR | PAR | CAS | CAS | GOI | GOI | RGS | RGS | TAR | TAR | INT | INT | Pts |
| Pos | Piloto                | RD1 | RD2 | RD1 | RD2 | RD1 | RD2 | RD1 | RD2 | RD1 | RD2 | RD1 | RD2 | RD1 | RD2 | RD1 | RD2 | RD1 | RD2 | Pts |
| --- | --------------------- | --- | --- | --- | --- | --- | --- | --- | --- | --- | --- | --- | --- | --- | --- | --- | --- | --- | --- | --- |
| 1   | Felipe Giaffone       | 1   | 11  | 2   | 8   | 2   | 23  | 3   | 2   | 4   | 13  | 8   | 1   | 1   | 6   | 1   | 2   | 1   | 2   | 263 |
| 2   | Roberval Andrade      | 3   | NC  | 29  | 3   | 5   | 1   | 4   | 1   | 1   | 1   | 1   | 2   | 4   | 20  | 3   | 1   | 8   | 5   | 256 |
| 3   | Beto Monteiro         | 4   | 2   | 1   | 7   | 20  | 5   | 1   | 5   | 13  | 5   | RET | 7   | 2   | 4   | 21  | 4   | 3   | 1   | 226 |
| 4   | Raphael Abbate        | 9   | 5   | 4   | 5   | 4   | 3   | 9   | 7   | 2   | 4   | 2   | 8   | 8   | 1   | 9   | 8   | 9   | 8   | 211 |
| 5   | Paulo Salustiano      | 6   | RET | 3   | 28  | 21  | 9   | 2   | 6   | 8   | 2   | 5   | 5   | 5   | 3   | 6   | 24  | 2   | 6   | 209 |
| 6   | Jaidson Zini          | 5   | 1   | 6   | 1   | 7   | 2   | 6   | 20  | 5   | 8   | 7   | 3   | C   | C   | C   | C   | RET | NL  | 163 |
| 7   | Wellington Cirino     | DSQ | 8   | 11  | 20  | RET | 12  | 13  | 8   | 6   | 18  | 6   | 4   | 6   | 2   | 4   | 11  | 7   | 7   | 157 |
| 8   | André Marques         | 2   | 9   | 7   | 2   | 1   | 10  | 5   | 3   | 12  | 6   | RET | NL  | 3   | RET | RET | NL  | 24  | 25  | 156 |
| 9   | Victor Franzoni       | 12  | 4   | 10  | 11  | 26  | 8   | 7   | RET | RET | NL  |     |     | 7   | 5   | 2   | 5   | 5   | 3   | 148 |
| 10  | Danilo Dirani         | RET | NL  | 12  | 6   | RET | NL  | 8   | 4   | 3   | 24  | 3   | 6   | 12  | 7   | 5   | 6   | 6   | 10  | 143 |
| 11  | Luiz Lopes            | 10  | 6   | 13  | 18  | 10  | 11  | NL  | NL  | 7   | 3   | 10  | 10  | 10  | 9   | 8   | 7   | 17  | 16  | 140 |
| 12  | Danilo Alamini        | 13  | 7   | 21  | 9   | 9   | 6   | 10  | 19  | 11  | 7   | 11  | RET | 9   | 8   | RET | NC  | 18  | 9   | 128 |
| 13  | Leandro Totti         | 11  | 10  | 22  | RET | 3   | RET | RET | 23  | 26  | 11  | 9   | RET | 11  | 16  | 22  | 10  | 4   | 4   | 124 |
| 14  | Débora Rodrigues      | 8   | 3   | 8   | 4   | 8   | 4   | 22  | 9   | 9   | 9   | RET | NL  | Wth | Wth | Wth | Wth | 10  | 13  | 120 |
| 15  | Adalberto Jardim      | 7   | DSQ | 5   | 10  | 28  | RET | 24  | RET | 17  | 22  | 4   | 9   | RET | 21  | 7   | 3   | RET | 11  | 114 |
| 16  | Djalma Fogaça         | NC  | NL  | 28  | 24  | 6   | 7   | RET | NL  | 10  | 25  | RET | INF | 13  | 18  | RET | 9   | 22  | 12  | 77  |
| 17  | Felipe Tozzo          | RET | RET | 9   | 14  | 11  | 16  | 11  | 12  | RET | 23  | 12  | 16  | 14  | 14  | 13  | 17  | RET | 29  | 71  |
| 18  | Thiago Rizzo          | 15  | RET | 15  | 13  | 18  | 15  | 21  | 21  | 24  | 17  | 13  | RET | 19  | 11  | 14  | 13  | 14  | 15  | 50  |
| 19  | Evandro Camargo       | 18  | 12  | 18  | 12  | 12  | 17  | 25  | 16  | RET | NL  | 23  | RET | 17  | 22  | 12  | 15  | 11  | 14  | 40  |
| 20  | Daniel Keleman        | RET | NL  | 23  | 16  | 16  | 13  | RET | NL  | 14  | 20  | 18  | 12  | 20  | 10  | 15  | 14  | 12  | 24  | 38  |
| 21  | Bia Figueiredo        | 16  | 15  | RET | 17  | RET | NL  | 16  | 13  | 19  | 12  | 21  | 14  | 15  | 15  | 11  | 16  | 13  | 20  | 36  |
| 22  | Fábio Fogaça          | 14  | 14  | 30  | 15  | 14  | 19  | 14  | 11  | 21  | RET |     |     | RET | NL  | 17  | 12  | NC  | INF | 31  |
| 23  | José Augusto Dias     | 17  | 13  | 14  | RET | 13  | 24  | 17  | 10  | 22  | 15  | NC  | Wth | 23  | INF | DSQ | RET | 21  | 28  | 29  |
| 24  | Felipe Gama           |     |     | 20  | 21  | 24  | 18  | 20  | 17  | 20  | DSQ | 15  | 11  | 16  | 13  | 10  | 23  | 15  | 26  | 28  |
| 25  | Caio Castro           | RET | NL  | 26  | 25  | 25  | 22  | 12  | 24  | 23  | 14  | RET | NL  | 18  | 12  | 18  | 18  | 19  | 22  | 14  |
| 26  | Rodrigo Taborda       | NC  | 17  | 25  | 26  | 22  | RET | 15  | 14  | 25  | 16  | 14  | 18  | 21  | 17  | 19  | 19  | 23  | 23  | 13  |
| 27  | Pedro Paulo Fernandes | RET | 16  | 17  | 29  | 15  | 14  | 27  | 15  | 18  | NL  | 17  | 21  |     |     |     |     | RET | RET | 8   |
| 28  | Felipe Lapenna        | NC  | RET |     |     |     |     |     |     | 16  | 10  |     |     |     |     |     |     |     |     | 6   |
| 29  | Djalma Pivetta        | RET | NL  | 16  | 19  | 17  | 21  | 26  | RET | 15  | 19  | 19  | 17  | 22  | 19  | 16  | 20  | 16  | 21  | 5   |
| 30  | Sérgio Ramalho        |     |     |     |     |     |     |     |     |     |     | 25  | 13  |     |     |     |     |     |     | 3   |
| 31  | Gabriel Rodrigo       |     |     |     |     |     |     |     |     |     |     | 16  | 15  |     |     |     |     |     |     | 1   |
| 32  | Kléber Eletric        | 20  | NC  | 24  | 23  | 23  | RET | 19  | 25  | RET | 21  | DNQ | NL  | RET | NL  | RET | 22  | RET | 17  | 0   |
| 33  | Ricardo Alvarez       | 19  | 18  | 19  | 22  | 19  | 20  | 18  | 18  | RET | RET | 20  | NC  | NL  | NL  | NL  | NL  |     |     | 0   |
| 34  | Juca Bala             |     |     |     |     | RET | NL  | NL  | Wth |     |     | 24  | 19  | 24  | RET | 20  | 21  | 20  | 27  | 0   |
| 35  | Pê Jota               |     |     |     |     |     |     |     |     |     |     | 22  | 20  |     |     |     |     |     |     | 0   |
| 36  | Hiro Yano             |     |     | 27  | 27  | 27  | 25  | 23  | 22  |     |     |     |     |     |     |     |     |     |     | 0   |
| 37  | Guilherme Samaia      |     |     |     |     |     |     |     |     |     |     |     |     |     |     |     |     | DNQ | INF | 0   |
| 38  | Régis Boessio         |     |     |     |     |     |     |     |     |     |     |     |     |     |     |     |     | Wth | Wth | 0   |
| Pos | Piloto                | GNA | GNA | SPO | SPO | LON | LON | PAR | PAR | CAS | CAS | GOI | GOI | RGS | RGS | TAR | TAR | INT | INT | Pts |

| Color        | Resultado                                     |
| ------------ | --------------------------------------------- |
| Oro          | Ganador                                       |
| Plata        | 2º lugar                                      |
| Bronce       | 3º lugar                                      |
| Verde        | 4.º y 5.º lugar (top 5)                       |
| Celeste      | 6.º a 10.º lugar (top 10)                     |
| Azul         | Finalizó (afuera del top 10) (fora do Top 10) |
| Violeta      | No terminó                                    |
| Rojo         | DNQ - No se clasificó                         |
| Marrón       | Wth - Retirado                                |
| Negro        | DSQ - Descalificado                           |
| Caqui oscuro | No empezó (NL)                                |
| Caqui oscuro | Abandonó la carrera (C)                       |
| Vacío        | no participó                                  |